# Tamara Meijer (judoka)
Tamara Cornelia Christina Meijer (ur. 5 lipca 1979) – holenderska judoczka. Olimpijka z Atlanty 1996, gdzie zajęła dziewiąte miejsce w wadze ekstralekkiej.
Piąta na mistrzostwach świata w 1995; uczestniczka zawodów w 1997. Startowała w Pucharze Świata w latach 1995−1999 i 2001. Piąta na mistrzostwach Europy w 1998 i 1999 roku.

## Letnie Igrzyska Olimpijskie 1996
| Konkurencja | Rundy eliminacyjne        | Rundy eliminacyjne  | Repasaże                    | Klas. końcowa |
| Konkurencja | Przeciwnik I              | Przeciwnik II       | Przeciwnik I                | Miejsce       |
| ----------- | ------------------------- | ------------------- | --------------------------- | ------------- |
| 48 kg       | Nataliya Kuligina (KGZ) Z | Kye Sun-hui (PRK) P | Sarah Nichilo-Rosso (FRA) P | 9.            |